# Jelena Bieczkie
Jelena Jurjewna Bieczkie, ros. Елена Юрьевна Бечке (ur. 7 stycznia 1966 w Leningradzie) – radziecka łyżwiarka figurowa, startująca w parach sportowych z Dienisem Pietrowem. Wicemistrzyni olimpijska z Albertville (1992), brązowa medalistka mistrzostw świata (1989), dwukrotna wicemistrzyni Europy (1991, 1992) oraz mistrzyni Związku Radzieckiego (1992).
Bieczkie i jej partner sportowy Dienis Pietrow zostali parą w życiu prywatnym w 1988 roku, zaś ślub wzięli w 1990 roku. Po zakończeniu kariery amatorskiej w 1992 roku Bieczkie i Pietrow występowali w mistrzostwach świata profesjonalistów oraz rewiach łyżwiarskich m.in. Stars on Ice w latach 1994–2000. W 1995 roku małżeństwo rozwiodło się, ale pozostali przyjaciółmi i kontynuowali współpracę do 2000 roku, gdy Bieczkie zakończyła karierę, zaś Pietrow kontynuował występy w Stars on Ice przez kolejne dwa sezony. 
W 2001 roku Bieczkie poślubiła Wayne’a Ellisa. W 2002 roku urodziła syna Alexa, a w 2004 roku na świat przyszła ich córka Sophia. Jelena została trenerką łyżwiarstwa w Stanach Zjednoczonych.

## Osiągnięcia

### Z Dienisem Pietrowem
|                                   | ZSRR  | ZSRR  | ZSRR  | ZSRR  | WNP · WNP |
| Zawody                            | 87–88 | 88–89 | 89–90 | 90–91 | 91–92     |
| Międzynarodowe                    |       |       |       |       |           |
| Igrzyska olimpijskie              |       |       |       |       | 2         |
| Mistrzostwa świata                |       | 3     |       | 4     | 4         |
| Mistrzostwa Europy                |       |       |       | 2     | 2         |
| Grand Prix International de Paris | 1     |       | 1     |       | 3         |
| Nations Cup                       |       |       | 1     |       |           |
| NHK Trophy                        |       | 2     | 1     | 1     |           |
| Prize of Moscow News              | 6     | 2     |       |       |           |
| St. Ivel International            |       | 2     |       |       |           |
| Igrzyska dobrej woli              |       |       |       | 3     |           |
| Krajowe                           |       |       |       |       |           |
| Mistrzostwa ZSRR                  | 4     | 4     | 4     | 3     | 1         |
| Puchar ZSRR                       | 2     | 1     |       |       |           |

### Z Walerijem Kornijenko
| Zawody                     | 80–81          | 81–82          | 82–83          | 83–84          | 84–85          | 85–86          | 86–87          |                |                |                |                |                |                |                |                |                |                |
| Międzynarodowe             | Międzynarodowe | Międzynarodowe | Międzynarodowe | Międzynarodowe | Międzynarodowe | Międzynarodowe | Międzynarodowe | Międzynarodowe | Międzynarodowe | Międzynarodowe | Międzynarodowe | Międzynarodowe | Międzynarodowe | Międzynarodowe | Międzynarodowe | Międzynarodowe | Międzynarodowe |
| -------------------------- | -------------- | -------------- | -------------- | -------------- | -------------- | -------------- | -------------- | -------------- | -------------- | -------------- | -------------- | -------------- | -------------- | -------------- | -------------- | -------------- | -------------- |
| Mistrzostwa Europy         |                |                |                |                |                | 3              |                |                |                |                |                |                |                |                |                |                |                |
| Nebelhorn Trophy           |                |                |                |                | 1              |                |                |                |                |                |                |                |                |                |                |                |                |
| Prague Skate               |                |                | 2              |                |                |                | 2              |                |                |                |                |                |                |                |                |                |                |
| Prize of Moscow News       |                |                |                | 3              | 3              | 3              | 2              |                |                |                |                |                |                |                |                |                |                |
| Skate America              |                |                |                |                |                | 2              |                |                |                |                |                |                |                |                |                |                |                |
| Skate Canada International |                |                |                |                | 1              |                |                |                |                |                |                |                |                |                |                |                |                |
| St. Ivel International     |                |                |                |                | 1              |                |                |                |                |                |                |                |                |                |                |                |                |
| Zimowa uniwersjada         |                |                |                |                |                |                | 2              |                |                |                |                |                |                |                |                |                |                |
| Krajowe                    |                |                |                |                |                |                |                |                |                |                |                |                |                |                |                |                |                |
| Mistrzostwa ZSRR           |                | 6              |                | 3              | 4              | 5              |                |                |                |                |                |                |                |                |                |                |                |
| Spartakiada                |                |                |                |                |                | 2              |                |                |                |                |                |                |                |                |                |                |                |
| Puchar ZSRR                | 5              |                | 2              | 1              | 2              |                |                |                |                |                |                |                |                |                |                |                |                |